# Титаревское сельское поселение
Титаревское сельское поселение — муниципальное образование в Кантемировском районе Воронежской области.
Административный центр — село Титаревка.

## История
Поселение образовано  в ходе муниципальной реформы законом Воронежской области № 70-ОЗ от 12 ноября 2004 года.

## Административное деление
Состав поселения:
- хутор Каплин,
- село Рудаевка,
- село Титаревка,
- село Федоровка.